# ちいさいお姉さん
『ちいさいお姉さん』（ちいさいおねえさん）は原作マツダ靖・作画ゆとりによる日本の漫画作品。『電撃4コマ』（アスキー・メディアワークス）にてVol.167まで連載された。全12巻。同誌Vol.168より続編の『ちいさい奥さま』が連載中。

## 登場人物
望月 灯 (もちづき あかり)
本作の主人公。　しっかり者の小さなお姉さん。　ゲームとお酒が大好き。
142cm
望月 講 (もちづき こう)
姉想いの大きめな弟。　口数は少なめだが、気配り上手で人気がある。
185cm
近藤 由季 (こんどう ゆき)
望月家に居候中の大きい女の子。　注目を集める新人モデルでもある。
178cm
山本 寛二 (やまもと かんじ)
米国育ちのエリートサラリーマン。　偶然出会った灯にひと目惚れ中。
180cm
山本 真一 (やまもと しんいち)
寛二の異母兄。　家族想いの頼れる存在で、若くして部長職に就く。
150cm
山本 三津子 (やまもと みつこ)
真一の妹。　真一を敬愛しており、ほかの人間には手厳しい。
178cm
霧ヶ峰 紀子 (きりがね のりこ)
灯の部下。　魅力的なバストの持ちだが、恋愛ベタ。　講に憧れている。
160cm
塩野 達矢 (しおの たつや)
コウのバイト先「カラオケ歌旅人」の先輩。　モテたい願望が非常に強い。
175cm
石田 友加里 (いしだ ゆかり)
歯科助手。　年下好きで、近所で見かけた講が気になっている。
165cm
日比野 五月 (ひびの さつき)
灯と講の昔なじみのお姉さん。山尾歯科医院に勤める歯科医。
162cm

## 単行本
1. 2010年7月27日発売 ISBN 978-4-04-868709-6
2. 2011年4月27日発売 ISBN 978-4-04-870337-6
3. 2011年9月27日発売 ISBN 978-4-04-870845-6
4. 2011年10月27日発売 ISBN 978-4-04-870848-7
5. 2012年5月26日発売 ISBN 978-4-04-886586-9
6. 2013年2月27日発売 ISBN 978-4-04-891363-8
7. 2013年10月26日発売 ISBN 978-4-04-891950-0
8. 2013年10月26日発売 ISBN 978-4-04-891951-7
9. 2014年4月26日発売 ISBN 978-4-04-866503-2
10. 2014年4月26日発売 ISBN 978-4-04-866504-9
11. 2014年10月27日発売 ISBN 978-4-04-866976-4
12. 2014年10月27日発売 ISBN 978-4-04-866975-7